# 小行星8392
小行星8392（英語：8392）是一颗围绕太阳公转的小行星。1993年7月18日，埃莉諾·赫琳在帕洛马山发现了此天体。
这颗小行星的绝对星等为95.62624等。